# Броненосни крайцери тип „Кент“
Вижте пояснителната страница за други значения на Кент.
Кент (на английски: Kent) са серия броненосни крайцери на Кралския военноморски флот, построени в началото на XX век. Те са „бюджетна“ версия на крайцерите от типа „Дрейк“. В кралския флот се отнасят към крайцерите от 1-ви клас. Построени са 10 единици: „Кент“ (на английски: HMS Kent), „Есекс“ (на английски: HMS Essex), „Бедфорд“ (на английски: HMS Bedford), „Монмът“ (на английски: HMS Monmouth), „Ланкастър“ (на английски: HMS Lancaster), „Донегал“ (на английски: HMS Donegal), „Корнуол“ (на английски: HMS Cornwall), „Беруик“ (на английски: HMS Berwick), „Къмбърланд“ (на английски: HMS Cumberland), „Съфолк“ (на английски: HMS Suffolk). „Бедфорд“ претърпява корабокрушение на 21 август 1910 година до остров Чеджудо, загиват 18 души. Най-голямата серия големи броненосни крайцери произведена в света. Всички те вземат активно участие в Първата световна война.
Проектът получава развитие в крайцерите от типа „Девъншир“.

## Проектиране
Крайцерите от типа „Хермес“ вече не са в състояние да изпълняват своята роля на защитници на търговията. Океанската търговия изпитва нужда от нови защитници, за това и краткото описание на проекта е „защитници на търговията“. За далечните станции са необходими кораби с размерите на „Блейк“, при това „повече на брой и по-евтини“, едновременно, със същото изискване, което има и при проектирането на „Блейк“: скорост, скорост и още веднъж скорост.
Тези британски крайцери, както и „Блейк“ (HMS Blake (1889)), са проектирани така, че с пълен запас от гориво да прекосят Суецкия канал и в необходимия момент да се окажат в Китайски води. Проектирани са и като отговор на френската и руска корабосторителни програми за океански „свръхбързи“ унищожители на търговци, такива като бронепалубните крайцери „Шаторено“, „Гишен“ и „Асколд“. Tези 8000-8300-тонни кораби са въоръжени с две 164-мм и шест 138-мм скорострелни оръдия и могат да носят голям пълен запас въглища (от 1400 до 1450 тона). Французите са проектирани да достигат ход от 24 възела за кратковременни периоди.
Планирано е да се построят десет крайцера. Оправдавайки такава голяма серия Уайт указва още на четирите 23 възлови 6000-тонни крайцера наскоро поръчани от Русия (един в Съединените Щати, два в Германия, един във Франция) и това, че още два, най-вероятно, ще бъдат построени в Русия. Уайт ги счита за модифицирана версия на руския тип „Диана“. В проектните задания се казва, че руските крайцери трябва да имат възможност да поддържат 23 възела при естествена тяга на продължителни изпитания (от 12 до 24 часа).
Руските кораби, според наличните за него данни, трябва да са въоръжени с двенадесет 152-мм оръдия (против единадесет за съпоставимите британски крайцери), с двенадесет 75 мм, шест 47 мм и шест торпедни апарата (три подводни). Уайт също отбелязва голямата група 21-възлови крайцери: трите френски Klébers (броненосни крайцери, около 7500 тона) и сходният руски кораб, наското заложен в La Seyne. Френските кораби са въоръжени с осем 164 мм оръдия. Уайт е впечатлен от тяхната защита.
В допълнение към всичките тези десет френски и руски крайцера има още крайцери с проектни скорости от 22¼ до 23 възела: два на САЩ, два японеца, два аржентинеца, два чилиеца и два китаеца. Всичките, освен първите два, имат конструкцията на фирмата от Елсуик, и само при чилийската „Есмералда“ има и поясна броня. Уайт предполага, че, независимо от достигането на контрактната скорост на изпитанията, за всичките тези елсуикски крайцери скоростта в открито море съставлява от 18 до 19 възела, и даже по-малко в някои случаи.
Разглеждайки характеристиките на всички тези крайцери, Уайт изработва изискванията към новия броненосен крайцер – защитник на търговията. Те трябва да са способни за 21-възлов ход на гладка вода за продължително време, и за 23-възлов ход при 8-часовите изпитания на естествена тяга. Въоръжението им трябва да превъзхожда аналогичното на новите руски и френските крайцери от (типа „Дюпле“) с достатъчна защита за оръдията и екипажите. Максималната дебелина на поясната броня да съставлява 4 дюйма, в допълнение с по-тънка броня по скосовете. Запасът въглища да съставлява приблизително 1600 тона (половината – нормален запас).
Фактически е необходим крайцер с размерите на „Блейк“ или малко по-голям и със скорост като на „Дрейковете“, и такъв кораб е и проектиран.
Конструкцията на намаления крайцер е разработена от Уайт през предходната година, като част от процеса на проектирането на „Дрейк“. Неговите четиринадесет 6-дюймови оръдия превъзхождат въоръжението на французските или руските крайцери. Новото 6-дюймово скорострелно оръдие трябва да пробива бронята на „Дюпле“. Схемата на защитата повтаря „Дрейк“, но с намалена дебелина. Най-значителната разлика, спрямо проекта от 1897 година, е силовата установка: поставянето на котлите „Белвил“ (с тръбички голям диаметър) за достигането на мощност от 22 000 к.с. Продължителната мощност е 16 000 к.с., което дава оценка за скоростта при естествена тяга на изпитанията и непрекъсната морска скорост от 23 и 21 възела съответно.
Уайт указва, че има крайцери с по-силни бойни характеристики, достигнати, с цената на жертва на други качества. Шестте нови японски броненосни крайцера са по-добре защитени и въоръжени – но са по-бавни. Построените за Япония от „Викерс“ „Асами“ имат почти двойно по-голяма маса на бордовия залп (772 кг против 408).

## Конструкция

### Силова установка
Силовата установка включва две четирицилиндрови парни машини с тройно разширение и 31 парни котли, модел „Белвил“ („Беруик“, „Съфолк“ – котли „Никлос“, „Корнуол“ – котли на „Бабкок“), тяхната проектна мощност е 22 000 к.с.
Запас въглища: нормален 1600 дълги тона.
„Есекс“: скорост от 22,8 възела, при мощност от 22 219 к.с.,

„Ланкастър“: скорост от 24 възела, при мощност от 22 881 к.с.,

„Донегал“: скорост от 23,7 възела, при мощност от 22 154 к.с.,

„Беруик“: скорост от 23,7 възела, при мощност от 22 680 к.с.,

„Корнуол“: скорост от 23,6 възела, при мощност от 22 694 к.с.,

„Къмбърланд“: скорост от 23,7 възела, при мощност от 22 784 к.с.,

„Съфолк“: скорост от 23,7 възела, при мощност от 22 645 к.с.
При един от тестовете „Съфолк“ достига скорост 24,7 възела. Скоростта на „Кент“ и „Монмът“ е малко под контрактната. Най-бавният кораб от серията – „Кент“ по време на Битката при Фолкландските острови развива 25 възела (което е 2 възела над проектната скорост), което е и мощност от 5000 к. с. над проектната. Това бил невероятен резултат (за повечето кораби е трудно да се достигат проектната си скорост след 5 – 6 години служба). Наистина, за да се постигне това в пещите отиват мебелите и тиковата дървесина, с която била облицована палубата.
Малко разочарование е далечината на хода, корабите могат да изминат около 6600 мили на 10 възлов ход вместо разчетните 8500.

### Брониране
Бронята с дебелина 102 мм и нагоре е круповски тип корабна броня, по-тънката броня е стоманоникелова. Схемата на брониране повторя предходния тип, но дебелината е намалена. Главният брониран пояс, с дължина 73 м, е с дебелина 102 мм, а отзад е затворен от бронирана траверса с дебелина 127 мм. В носовата част има броневи пояс с дебелина 51 мм. Бронираната палуба има дебелина 19…25 мм, а от кърмовата траверса към кърмата те представлява черупка и нейната дебелина съставлява 51 мм. Дебелината на бронята на кулите съставлява 127 мм, дебелината на бронята на казематите е от 102 до 51 мм, а на бойната рубка – 254 мм. Като цяло защитата може надеждно да защити кораба само от 102 – 127 мм снаряди, като в същото време 138 – 152 мм бронебойни снаряди представляват определена опасност.

### Въоръжение
На тези крайцери главният калибър е намален до 152 мм оръдия Mk VII (те не получават нов модел), които са разположени в двуоръдейни кули (по една на носа и кърмата) и в каземати. За тези крайцери си има и шега: „Сър Уилям Уайт е проектирал крайцери от типа „Каунти“, но е забравил за оръдията“. Кулите страдат от ненадеждно електрооборудване, къси съединения, заливани са от вода, тесни са и са задимени. В резултат на всичко това скорострелността на двата ствола в кулата е под скорострелността на едно оръдие, поставено открито. Поставянето на двата ствола в една люлка води до голямо разсейване. Проблемът се усугубява, с това че от оставащите десет шест 152 мм оръдия са разположени в долните каземати – което не им позволява да водят огън при вълнение.

## Оценка на проекта
- „Богатырь“
- „Варяг“
- „Клебер“
- „Бедфорд“
- „Шаторено“

| Сравнителни ТТХ на „Кент“ и неговите предполагаеми противници | Сравнителни ТТХ на „Кент“ и неговите предполагаеми противници                | Сравнителни ТТХ на „Кент“ и неговите предполагаеми противници | Сравнителни ТТХ на „Кент“ и неговите предполагаеми противници | Сравнителни ТТХ на „Кент“ и неговите предполагаеми противници                   | Сравнителни ТТХ на „Кент“ и неговите предполагаеми противници         |
| Представител                                                  | „Богатир“                                                                    | „Варяг“                                                       | „Дюпле“                                                       | „Кент“                                                                          | „Шаторено“                                                            |
| ------------------------------------------------------------- | ---------------------------------------------------------------------------- | ------------------------------------------------------------- | ------------------------------------------------------------- | ------------------------------------------------------------------------------- | --------------------------------------------------------------------- |
| Страна                                                        | Руска империя                                                                | Руска империя                                                 | Франция                                                       | Великобритания                                                                  | Франция                                                               |
| Водоизместимост, t                                            | 7428                                                                         | 7022                                                          | 7602                                                          | 9800                                                                            | 8025                                                                  |
| Въоръжение                                                    | 12×152 mm, 12×75 mm, 8×47 mm, 2×37 mm                                        | 12×152 mm, 12×75 mm, 8×47 mm, 2×37 mm                         | 8×164 mm, 4×100 mm,10×47 mm                                   | 14×152 mm, 10×76 mm, 3×47 mm                                                    | 2×164 mm, 6×138 mm, 10×47 mm, 5×37 mm                                 |
| Броня, mm                                                     | палуба – 35 – 70, кули – 125, каземати – 80, щитове оръдия – 25, рубка – 140 | палуба – 38 – 76, рубка – 152                                 | пояс – 100, палуба – 40, кули – 120, рубка – 80               | пояс – 102 мм кули – 127, каземати – 51 – 102 мм, палуба – 20 – 51, рубка – 254 | палуба – 40 – 100, каземати —40 – 60, щитове оръдия – 55, рубка – 160 |
| Силова установка, к.с.                                        | 19 500                                                                       | 15 925                                                        | 17 500                                                        | 22 000                                                                          | 24 964                                                                |
| Максимална скорост, възела                                    | 23,55                                                                        | 23,2                                                          | 21                                                            | 22,7                                                                            | 24                                                                    |

„Кент“ не са пригодени за „големи сражения“, но били полезни и търсени в открито море. Те са успешни кораби, когато вършат работата, за която са създадени: да унищожават бронепалубните крайцери – изтребители на търговци.
Когато в боя те се сблъскват с други броненосни крайцери шансовете им са малко. По милиметрите броня и в килограмите на залпа „Кентовете“ радикално отстъпват на броненосните крайцери от „9000-тонния клас“ на всяка една страна. Но те и не са предназначени за борбата с тях, а пък за защитата на търговията и изтребването на неприятелските бронепалубни и спомагателни крайцери тези кораби се оказват почти идеални.
 Почти, за това защото има два крайцера в Руския флот, които са построени в Германия, които могат да бъдат настигнати не от всеки „Кент“, а, при лошо време, а настигнати могат да превърнат ловеца в жертва.
И единият от тях – „Асколд“ – доказва мощта на своето оръжие, карайки да прекрати боя по-мощният, отколкото са „Кентовете“, броненосен крайцер – японската „Асама“. „Кентовете“ могат да поддържат 21,5 – 22 възела в течение на 30 часа и малките бронепалубни крайцери от началото на XX век, включая и прекрасния „бегач“ „Новик“, не могат да се откъснат през деня от преследване: машините на малките крайцери могат да развиват форсирана скорост максимум за няколко часа. Новите турбинни рейдери са недостижими за „Кентовете“, което доказва безуспешното преследване на „Беруик“ на „Карлсруе“.
| Сравнителни ТТХ на броненосни крайцери от началото на XX век с нормална водоизместимост под 10 000 тона | Сравнителни ТТХ на броненосни крайцери от началото на XX век с нормална водоизместимост под 10 000 тона | Сравнителни ТТХ на броненосни крайцери от началото на XX век с нормална водоизместимост под 10 000 тона | Сравнителни ТТХ на броненосни крайцери от началото на XX век с нормална водоизместимост под 10 000 тона | Сравнителни ТТХ на броненосни крайцери от началото на XX век с нормална водоизместимост под 10 000 тона | Сравнителни ТТХ на броненосни крайцери от началото на XX век с нормална водоизместимост под 10 000 тона | Сравнителни ТТХ на броненосни крайцери от началото на XX век с нормална водоизместимост под 10 000 тона | Сравнителни ТТХ на броненосни крайцери от началото на XX век с нормална водоизместимост под 10 000 тона |
| | „Глуар“                                                                                                 | „Сейнт Луис“                                                                                            | „Кент“                                                                                                  | „Йорк“                                                                                                  | „Изумо“                                                                                                 | „Баян“                                                                                                  | „Монкалм“                                                                                               |
| --- | --- | --- | --- | --- | --- | --- | --- |
| Година на залагане                                                                                      | 1899 | 1902 | 1900 | 1903 | 1898 | 1900 | 1898 |
| Година на влизане в строй                                                                               | 1903 | 1905 | 1903 | 1905 | 1900 | 1903 | 1902 |
| Водоизместимост нормална, т                                                                             | 9856 | 9855 | 9957 | 9533 | 9906 | 7326 | 9548 |
| Пълна, т                                                                                                | ? | 11 024                                                                                                  | 11 176                                                                                                  | 10 266                                                                                                  | 10 470                                                                                                  | 8238 | ? |
| Мощност на ПМ, к.с.                                                                                     | 21 800                                                                                                  | 21 000                                                                                                  | 22 000                                                                                                  | 19 000                                                                                                  | 14 500                                                                                                  | 16 500                                                                                                  | 19 600                                                                                                  |
| Максимална скорост, възела                                                                              | 21,5 | 22 | 23 | 21 | 20,75                                                                                                   | 20,9 | 21 |
| Далечина на плаване, мили (на ход, въз.)                                                                | 6500(10)                                                                                                | 6000 (10)                                                                                               | 6500 (10)                                                                                               | 5000 (10) 4200 (12)                                                                                     | 4900 (10)                                                                                               | 3900 (10)                                                                                               | 8500(10)                                                                                                |
| Брониране, мм                                                                                           | | | | | | | |
| Тип | СХ | СХ | НКС | КС | КС | СХ | СХ |
| Пояс | 150 | 102 | 102 | 100 | 178 | 200 | 150 |
| Палуба (скосове)                                                                                        | 55(45)                                                                                                  | 25(76)                                                                                                  | 19 – 51                                                                                                 | 60(50)                                                                                                  | 63(63)                                                                                                  | 60 | 55 |
| Кули | 170 | - | 127 | 150 | 152 | 150 | 200 |
| Барбети                                                                                                 | 140 | - | 127 | 150 | 152 | 150 | 200 |
| Рубка                                                                                                   | 150 | 127 (КС)                                                                                                | 254 | 150 | 356 | 160 | 160 |
| Въоръжение                                                                                              | 2×194-мм/40 8×1×164-мм/45 6×100 мм 18×1×47-мм/43 2 ТА                                                   | 14×1×152-мм/50 18×1×76,2-мм/50                                                                          | 14(2×2,10×1) ×152-мм/45 10×1×76,2-мм/40 2 ТА                                                            | 2×2×210-мм/40 10×1×150-мм/40 14×1×88-мм/35 4 ТА                                                         | 2×2×203-мм/40 14×1×152-мм/40 12×1×76,2-мм/40 5 ТА                                                       | 2×203-мм/40 8×1×152-мм/45 20×1×75-мм/50 2 ТА                                                            | 2×194-мм/40 8×1×164-мм/45 4×100 мм 16×1×47-мм/43 2 ТА                                                   |

## Коментари
1. ↑  Всички характеристики са приведени според Ненахов Ю. Ю. Указ. Соч. С. 306.
2. ↑  Серията също се среща и като тип „Монмът“.
3. ↑  Скорост на изпитанията, продължителна скорост, скорост при вълнение.
4. ↑  Оценява се с дебела 3½ дюйма никелова броня (88 мм, фактически 100 мм Харви), която трябва да отстъпва по здравина на нецеметираната Круповска (а фактически я превъзхожда).
5. ↑  За британските и американските кораби в източниците водоизместимостта е дадена в дълги тонове, за това тя е преизчислена в метрични тонове.